# Lindita Nikolla
 (août 2023).
Si vous disposez d'ouvrages ou d'articles de référence ou si vous connaissez des sites web de qualité traitant du thème abordé ici, merci de compléter l'article en donnant les références utiles à sa vérifiabilité et en les liant à la section « Notes et références ».
Lindita Nikolla, née le 22 octobre 1965 à Tirana, est une femme politique albanaise membre du Parti socialiste d'Albanie (PSSh). Elle est ministre de l'Éducation de 2013 à 2019 et présidente de l'Assemblée d'Albanie de 2021 à 2024.

## Biographie

### Formation
Lindita Nikolla est diplômée en mathématiques de l'université de Tirana depuis 1989 et a obtenu une maîtrise en administration publique et gouvernance exécutive de l'université albanaise en 2010.

### Débuts et ascension en politique
En 2003, Lindita Nikolla est élue au conseil du premier secteur de Tirana, dont elle devient maire en 2007. Reconduite en 2011, elle est élue en 2013 députée de la préfecture de Tirana à l'Assemblée d'Albanie.

### Ministre de l'Éducation
À la suite des élections législatives du 23 juin 2013, remportées par le centre-gauche, Lindita Nikolla est nommée le 15 septembre suivant ministre de l'Éducation et des Sports dans le gouvernement du Premier ministre socialiste Edi Rama. Elle est remplacée le 22 mai 2017 par Mirela Karabina (sq). Elle redevient ministre de l'Éducation et des Sports le 11 septembre suivant dans le deuxième gouvernement Rama, jusqu'au 17 janvier 2019.

### Présidente de l'Assemblée
Lindita Nikolla est élue présidente de l'Assemblée d'Albanie le 10 septembre 2021. Elle est la deuxième femme à occuper cette fonction après Jozefina Topalli, présidente de 2005 à 2013. Elle démissionne le 30 juillet 2024 pour raison de santé et Elisa Spiropali lui succède.